# مارگارت تودور
مارگارت تودور (انگلیسی: Margaret Tudor؛ ۲۸ نوامبر ۱۴۸۹ – ۱۸ اکتبر ۱۵۴۱) دختر هنری هفتم پادشاه انگلستان و از ۱۵۰۳ تا ۱۵۱۳ با ازدواج با جیمز چهارم، پادشاه اسکاتلند ملکه اسکاتلند بود که پس از درگذشت شوهرش در جنگ با انگلیسی‌ها، نایب‌السلطنه پسرش جیمز پنجم شد.

## نسب
مارگارت در کاخ وستمینستر متولد شد و بزرگترین دختر هنری هفتم، پادشاه انگلستان و الیزابت یورک و نوه مارگارت بیوفورت و ادوارد چهارم، پادشاه انگلستان و ملکه الیزابت وودویل بود.

## فرزندان
مارگارت تودور چندین بار وضع حمل کرد اما بسیاری از آن‌ها مرده به دنیا آمدند یا در خردسالی مردند. به عنوان ملکه مادر او با آرچیبالد داگلاس ششمین ارل از آنگوس ازدواج کرد. مارگارت از طریق ازدواج اول و ازدواج دوم به ترتیب، مادربزرگ ماری یکم، ملکه اسکاتلند و شوهر دوم او لرد دارنلی بود. ازدواج مارگارت با جیمز چهارم از پیش خبر اتحاد تاج‌ها را می‌داد و پسر نوهٔ آن‌ها با نام‌های جیمز ششم و یکم برای اولین بار بر اسکاتلند و انگلستان پادشاهی کرد.

## نگارخانه

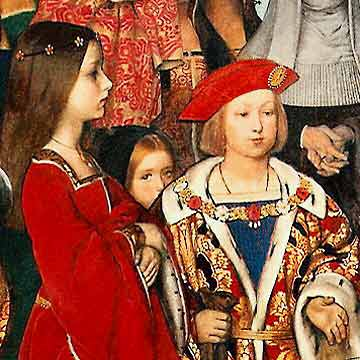
مارگارت و هنری هشتم در حال بازدید با دسیدریوس اراسموس بخشی از تابلو، حدود ۱۹۱۰ اثر فرانک کادوگان دلف.
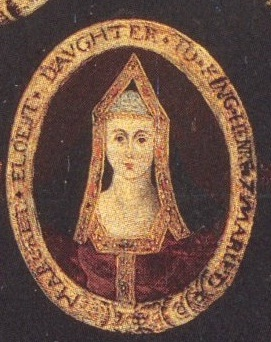
تصویری از مارگارت از یک شجره‌نامه خانواده سلطنتی مربوط به دوران حکومت نوه بزرگ او جیمز ششم اسکاتلند و جیمز یکم انگلستان.
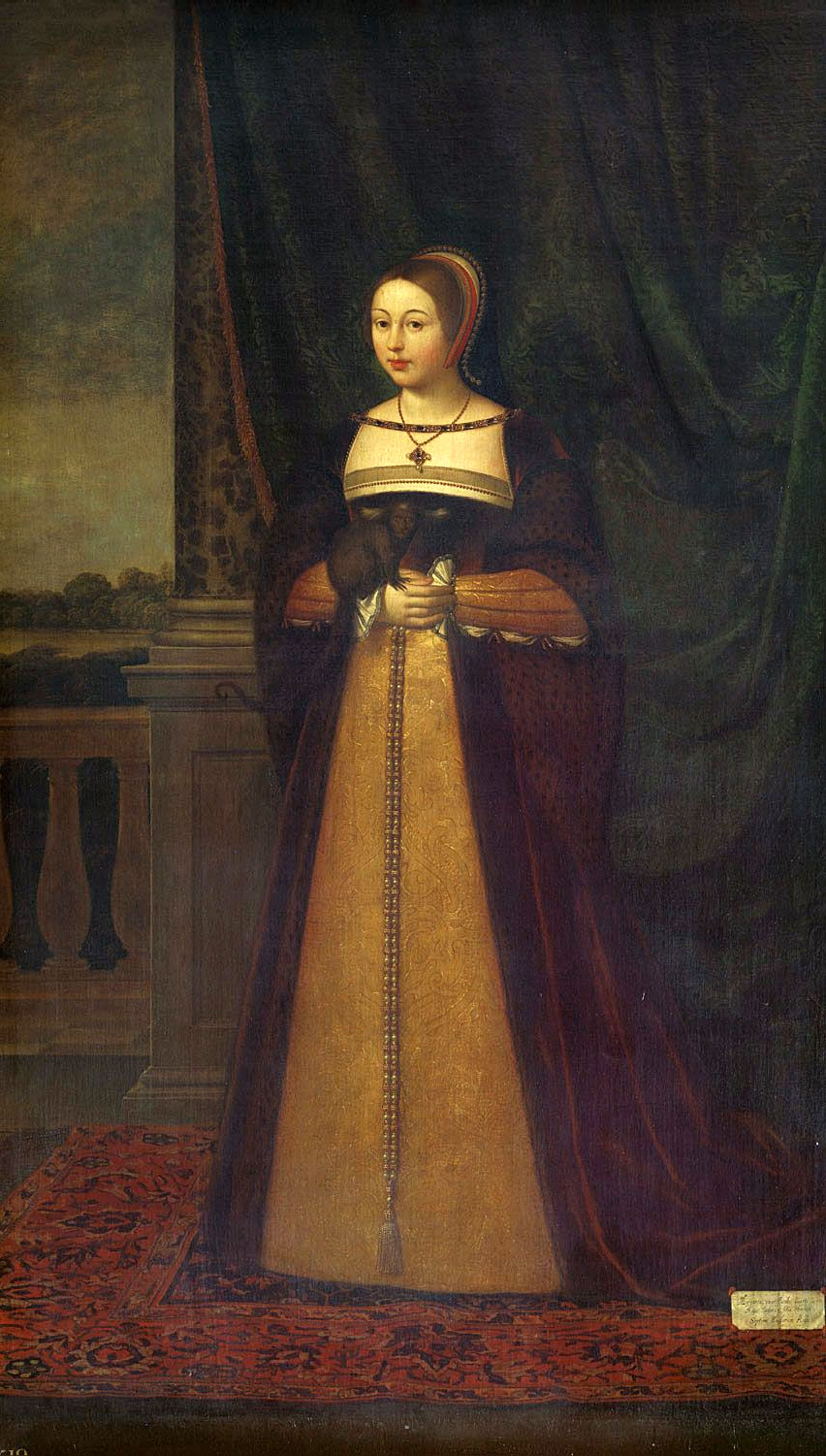
مارگارت تودور، حدود ۱۵۲۰-۱۵۳۸ اثر دانیل میتنس.
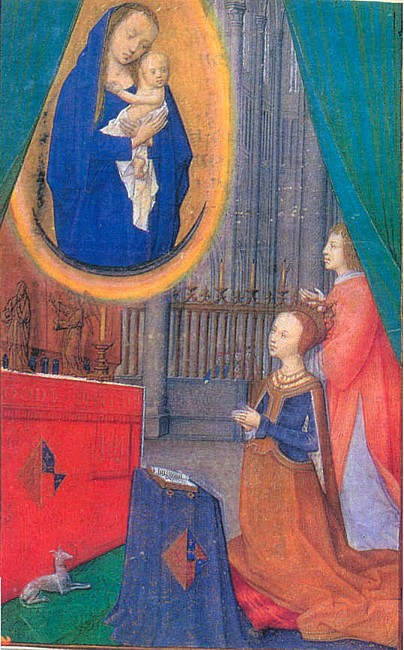
دعای تاجگذاری و خلعت گرفتن مارگارت تودور، قرن ۱۶ احتمالاً اثر جرارد هورنبوت.